# Międzyrzec Podlaski (Landgemeinde)
Die Gmina wiejska Międzyrzec Podlaski ist eine Landgemeinde im Powiat Biała Podlaska der Woiwodschaft Lublin in Polen, Sitz der Gemeinde ist die Stadt Międzyrzec Podlaski, die jedoch der Gmina nicht angehört. Die Gmina hat eine Fläche von 261,6 km² und 10.426 Einwohner (Stand 31. Dezember 2020).

## Geographie
Die Landgemeinde grenzt im Norden an die Woiwodschaft Podlachien und umfasst Międzyrzec Podlaski im Osten, Norden und Westen. 26 % des Gemeindegebiets ist bewaldet, 66 % werden landwirtschaftlich genutzt.

## Verwaltungsgeschichte
Von 1975 bis 1998 gehörte die Gmina zur Woiwodschaft Biała Podlaska.

## Gliederung
Zur Landgemeinde Międzyrzec Podlaski gehören folgende 33 Schulzenämter:
Bereza
Dołhołęka
Halasy
Jelnica
Kolonia Wolańska
Koszeliki
Kożuszki
Krzewica
Krzymoszyce
Łuby
Łukowisko
Łuniew
Manie
Misie
Pościsze
Przychody
Przyłuki
Puchacze
Rogoźnica
Rogoźnica-Kolonia
Rogoźniczka
Rudniki
Rzeczyca
Sawki
Sitno
Strzakły
Tuliłów
Tłuściec
Utrówka
Wysokie
Wólka Krzymowska
Zasiadki
Zawadki
Zaścianki
Żabce